# Tommaso I d'Aquino

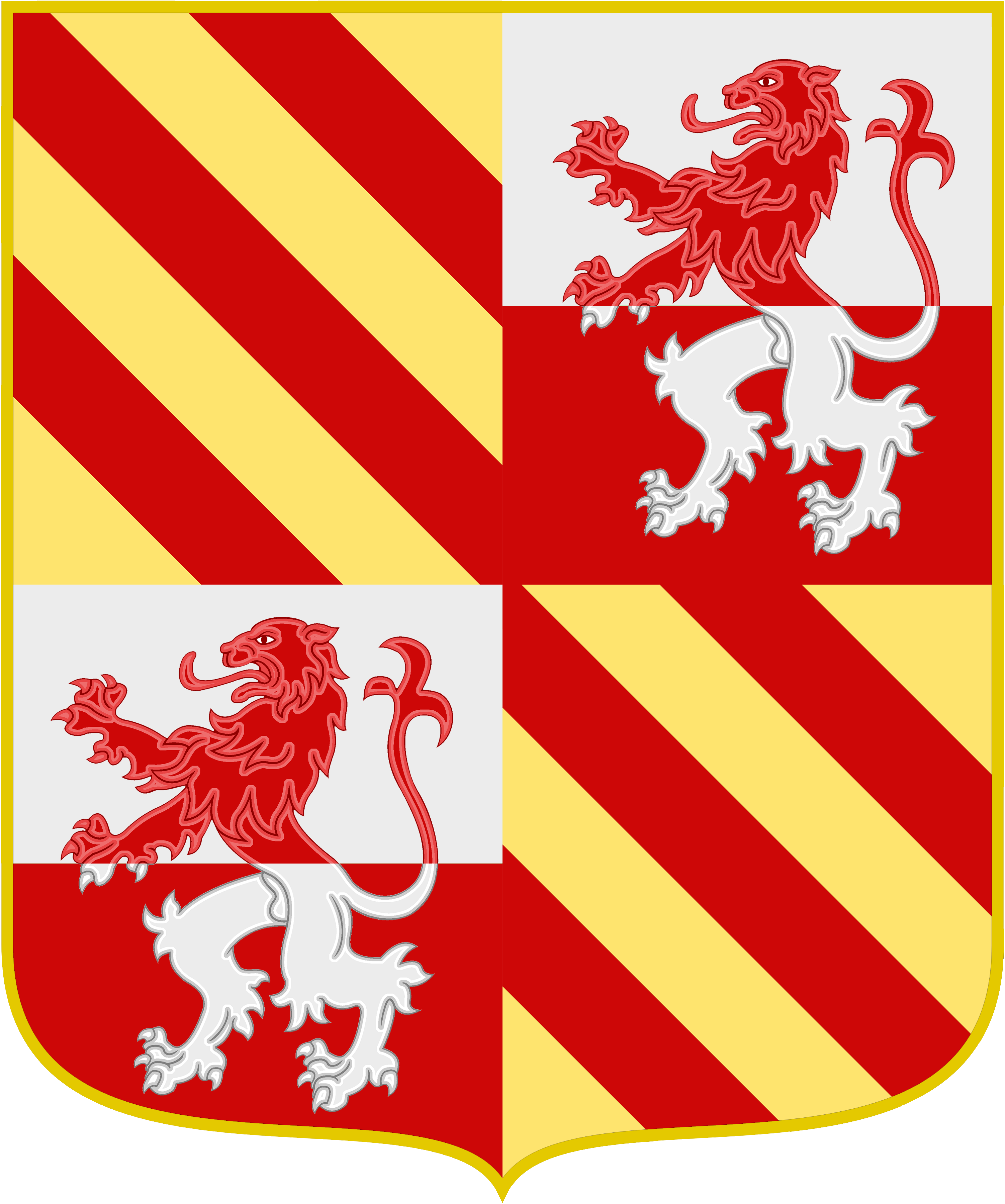
Stemma della famiglia d'Aquino

Tommaso I d'Aquino (Alvito, 1185 circa – 27 febbraio 1251) è stato un politico e generale italiano, figura di rilievo della cerchia di Federico II di Svevia; fu primo Conte di Acerra, Signore di Nusco e Montella dal 1220, Giustiziere di Apulia e di Terra di Lavoro dal 1221, Capitano Generale del Regno di Sicilia nel 1232.

## Biografia
Era figlio di Adenolfo di Alvito (Adenulfus de Albeto) e di Ottolina dell'Isola. 
Nel 1212 accolse a Gaeta il giovane Federico II, che si recava in Germania. In occasione dell'incoronazione di Federico (Roma, 22 novembre 1220), Tommaso fu investito della Contea di Acerra, già possedimento della sua famiglia, e dei feudi di Montella e di Nusco.
Nella guerra contro Tommaso da Celano, l'unico conte del Regno assente all'incoronazione dell'imperatore, conquistò Boiano, assediò Celano, Ovindoli e Roccamandolfi, dove si era rifugiata la contessa di Molise, Giuditta.
Per molti anni fu sempre al fianco dell'imperatore in azioni belliche e diplomatiche: nel luglio 1225, molto probabilmente, in occasione delle trattative della Dieta di San Germano; in autunno quando a Brindisi Federico celebrò il suo matrimonio con Iolanda; nel 1226 a Rimini, quando l'imperatore convocò suo figlio Enrico VII di Hohenstaufen e i principi tedeschi alla Dieta di Cremona; e poi a Pisa e di nuovo in Sicilia.
Nell'estate 1227, mentre Federico preparava la partenza per la sesta crociata, Tommaso conduceva con al-Kāmil, sultano d'Egitto, le trattative per l'intervento dell'imperatore in Terrasanta. Successivamente, nella primavera del 1228, fu proprio Tommaso a recarsi a Baghdad per far ratificare al califfo la pace di Giaffa, il trattato concluso tra Federico e al-Kāmil.
Nel 1229, le truppe imperiali al comando di Tommaso distrussero Sora che, dopo la ribellione baronale, rifiutava di sottomettersi a Federico. Fu poi tra i protagonisti delle trattative che portano Federico a firmare con il papa la pace di San Germano il 28 agosto 1230. Fu ancora al fianco di Federico in molte vicende importanti del Regno: a Melfi, nell'estate 1231, per la proclamazione delle Costituzioni; nel dicembre 1231 a Ravenna, per risolvere le questioni tedesche e lombarde.
Nel luglio 1232 fu nominato podestà di Cremona; e tra il 1235 e il 1237, in assenza di Federico, fu incaricato dell'amministrazione del Regno, insieme agli arcivescovi di Palermo e di Capua e al vescovo di Ravello.
In un documento del 1240 è incaricato da Federico di inviare al secreto di Messina una certa quantità "de pulvere pro destructione luporum": si ritiene che Tommaso avesse appreso in Siria il segreto della fabbricazione della polvere da sparo.
Nel giugno 1242 ritornò in Terra santa come "baiulo del Regno gerosolimitano"; qui venne a sapere della morte in una missione in Ungheria dell'ultimo figlio rimastogli, Adenolfo.
Morì il 27 febbraio 1251. 

### Matrimonio e discendenza
Sposò Margherita di Ugento, da cui ebbe:
- Adenolfo (m. 1242), Capitano Generale delle truppe imperiali in Lombardia.
- Landolfo (m. 1240 circa), che possedeva feudi in Terra d'Otranto.
- Cubitosa, monaca

Il figlio di Adenolfo, Tommaso, ereditò i feudi del nonno per la morte prematura del padre.